# 6064 Голашовиці
6064 Голашовиці (6064 Holašovice) — астероїд головного поясу, відкритий 23 квітня 1987 року.
Тіссеранів параметр щодо Юпітера — 3,636.